# 테리 디싱어

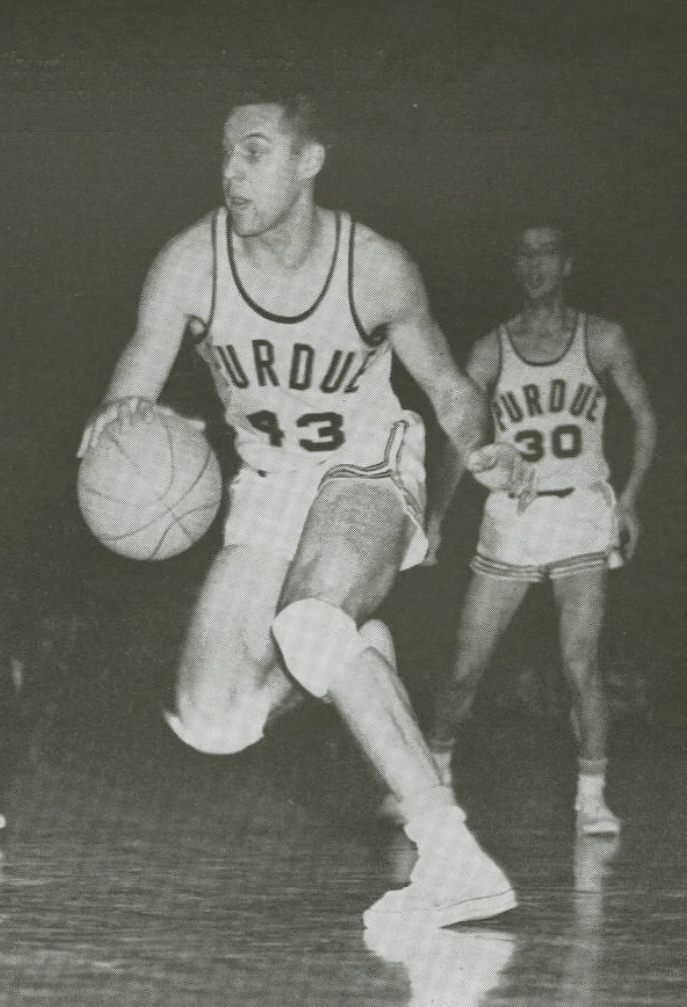
1960-61년 퍼듀에서 주니어 때의 모습

테리 디싱어(Terry Dischinger, 본명: 테리 길버트 디싱어, /ˈdˈdəʃˈŋər/ DISH-ing-ər, 1940년 11월 21일 – 2023년 10월 9일)는 전미 농구 협회(NBA)의 농구 선수였다. 디싱어는 퍼듀 대학교에서 세 시즌 동안 경기당 평균 28득점을 기록한 후 NBA 올스타에 세 번 뽑혔고 1963년 NBA 올해의 신인상을 받았다.
2019년에 디싱어는 대학 농구 명예의 전당에 입성했다. 2010년에는 디싱어가 소속된 1960년 미국 남자 올림픽 농구팀이 네이스미스 농구 명예의 전당에 공동으로 헌액되었다. 디싱어는 NBA 경력 이후 치열 교정을 연습했다.